# Titelles Naip
Titelles Naip és una companyia de teatre de titelles creada a Vic (Osona) el 1973.
Aquesta formació, liderada per Manel Ricart i secundada per Dolors Viladomat, Jordi Ricart, Nani Altimires, Petra Martín i Ramon Ricart, és un grup estable i de llarga trajectòria del teatre de titelles. Va inicia la seva activitat a principis de la dècada dels anys setanta del segle xx, en un moment de gran eclosió de grups titellaires a Catalunya, amb la creació de companyies com Badabadoc (Sant Feliu de Codines), Dits i Ninots (Girona) i L’Estaquirot (Vilanona i la Geltrú), les quals permeten per primera vegada una presència del teatre de titelles a gairebé tots els pobles i viles del país. Durant gairebé cinquanta anys de treball ininterromput, ha estrenat més de trenta espectacles: des de versions pròpies de contes tradicionals i d’autors actuals fins a obres de creació pròpia. Una altra de les seves fonts d’inspiració han estat les llegendes populars.
Entre les seves produccions més destacades hi ha Bon viatge, Caputxeta, un espectacle musical que combinava gegants, màscares i actors, i que la companyia va presentar el 1982 al Festival de Charleville-Mézières, la cita internacional de més prestigi en l’àmbit del teatre de titelles; Contes saharauis, estrenat el 1995 a la VI Mostra de Teatre per a Nois i Noies d’Igualada, amb el qual els Naip projectaren la seva línia de treball basada en l’adaptació de contes populars sobre una altra tradició, amb l’objectiu acostar l’infant a una cultura diferent de la nostra; Missatges al vent, un espectacle de creació pròpia produït el 2006 en col·laboració amb l'Associació de Disminuïts Físics d’Osona (ADFO) per explicar als nens i nenes què és la discapacitat d’una manera lúdica i engrescadora. De l’última etapa de la companyia destaca La flor romanial (2012), adaptació de la famosa rondalla mallorquina, a més dels muntatges La lloca de la vídua, Que bèstia!, Bertana’s i Un món de contes.